# Hannó (203 aC)
Hannó fou un oficial cartaginès suposadament derrotat i mort pels romans amb el seu miler d'homes, cap a l'any 203 aC quan, per consell de Masinissa I va ser conduït a una trampa prop de les tropes romanes.
Titus Livi diu que els autors no estan d'acord sobre aquests fets i que no hi van haver dos generals Hannó derrotats en pocs mesos de diferència. Un altre Hannó va ser enviat a vigilar el campament dels romans i el van descobrir i matar, però potser només n'hi havia un, que a més hauria estat fet presoner i no mort. Appià i Joan Zonaràs segueixen aquesta versió i afegeixen que va ser alliberat poc després a canvi de la llibertat de la mare de Masinissa. Zonaràs afegeix que era fill d'Àsdrubal Giscó, però Titus Livi diu que era fill d'un tal Amílcar no identificat, que en tot cas no era Amílcar Barca.